# Lahnau
Lahnau ist eine aus den drei Ortsteilen Waldgirmes, Dorlar und Atzbach bestehende Gemeinde im Lahn-Dill-Kreis in Hessen. Es liegt etwa in der Mitte zwischen den Städten Wetzlar (ca. 7 km) und Gießen (ca. 8 km). Die Ortsmitte von Lahnau ist in Dorlar.

## Geographie

### Geographische Lage
Lahnau liegt direkt an der Lahn, auf der nördlichen bzw. rechten Seite und hat die besiedelten Flächen auf der sog. Lahn-Hauptterrasse. Lahnau gehört zur Kooperation Gleiberger Land, welches neben Lahnau die Gemeinden Wettenberg, Biebertal und Heuchelheim an der Lahn umfasst.
Südlich verläuft die Dillstrecke.

### Nachbargemeinden
Lahnau grenzt im Norden an die Gemeinde Biebertal, im Osten an die Gemeinde Heuchelheim (beide im Landkreis Gießen) sowie im Süden und Westen an die Stadt Wetzlar (Lahn-Dill-Kreis).

### Gemeindegliederung
Die Gemeinde besteht aus den Ortsteilen
- Atzbach 3.104 Einwohner
- Dorlar 1.841 Einwohner
- Waldgirmes 3.294 Einwohner

(Die Einwohnerzahlen beziehen sich auf die Einwohnerstatistik im Gleiberger Land 2017, veröffentlicht in der Wetzlarer Neuen Zeitung am 15. Februar 2018)

## Geschichte
Am „Eberacker“ bei Dorlar konnten durch archäologische Grabungen der Römisch-Germanischen Kommission 1991 und 1992 das Römerlager Lahnau-Dorlar, ein legionsstarkes römisches Feldlager zur Zeit der Drususfeldzüge um 10 v. Chr., nachgewiesen werden. Am westlichen Ortsrand des heutigen Waldgirmes seit 1995 durchgeführte archäologische Grabungen haben den Nachweis für eine zivile römische Stadt in Germania magna erbracht. Die Nutzung der Anlage konnte durch Münzfunde mit Prägungen des Varus datiert werden: Sie entstand wohl einige Jahre vor Christi Geburt und wurde nach der Niederlage der Römer in der Schlacht im Teutoburger Wald in der zweiten Hälfte des Jahres 9 n. Chr. aufgegeben. Keramikfunde belegen hier das friedliche Zusammenleben von Römern und Germanen. (→ Hauptartikel: Römisches Forum Lahnau-Waldgirmes)

### Eingemeindungen
Die Gemeinde Dorlar ließ sich 1972 freiwillig nach Wetzlar eingemeinden. Wetzlar, Gießen, Atzbach, Waldgirmes und 12 weitere Gemeinden bildeten von 1977 bis 1979 die Großstadt Lahn. Innerhalb von Lahn bildeten die Stadtteile Waldgirmes, Dorlar und Atzbach den Stadtbezirk Lahntal. Nach der Auflösung der Stadt Lahn wurde der Stadtbezirk am 1. August 1979 unter dem Namen Lahnau eine selbständige Gemeinde.
Der Ortsteil Dorlar gehörte damit innerhalb von sieben Jahren zu vier verschiedenen Gemeinden, was selbst in der komplizierten Geschichte der hessischen Gebietsreform als Kuriosum gelten dürfte.

## Religionen
Seit dem 16. Jahrhundert waren Atzbach, Dorlar und Waldgirmes evangelisch. Allerdings sind nach dem Zweiten Weltkrieg auch viele römisch-katholische Vertriebene aus Schlesien und Volksdeutsche aus Ungarn nach Lahnau gekommen. Trotzdem ist heute der Großteil evangelisch. Eine historische Besonderheit ist, dass die Grenzen der evangelischen Landeskirchen Rheinland und Hessen genau durch den Ort verlaufen. Die Kirchengemeinde Atzbach-Dorlar gehört zum Rheinland, jene aus Waldgirmes zu Hessen.

## Politik

### Gemeindevertretung
Die Kommunalwahl am 14. März 2021 lieferte folgendes Ergebnis, in Vergleich gesetzt zu früheren Kommunalwahlen:
| Sitzverteilung in der Gemeindevertretung 2021Insgesamt 27 Sitze - SPD: 9 - geo: 7 - FW/FDP: 3 - CDU: 8 | Parteien und Wählergemeinschaften | Parteien und Wählergemeinschaften           | 2021  | 2021  | 2016  | 2016  | 2011  | 2011  | 2006  | 2006  | 2001  | 2001  |
| Sitzverteilung in der Gemeindevertretung 2021Insgesamt 27 Sitze - SPD: 9 - geo: 7 - FW/FDP: 3 - CDU: 8 | Parteien und Wählergemeinschaften | Parteien und Wählergemeinschaften           | %     | Sitze | %     | Sitze | %     | Sitze | %     | Sitze | %     | Sitze |
| Sitzverteilung in der Gemeindevertretung 2021Insgesamt 27 Sitze - SPD: 9 - geo: 7 - FW/FDP: 3 - CDU: 8 | SPD                               | Sozialdemokratische Partei Deutschlands     | 33,3  | 9     | 36,7  | 10    | 38,5  | 10    | 39,0  | 10    | 37,0  | 10    |
| Sitzverteilung in der Gemeindevertretung 2021Insgesamt 27 Sitze - SPD: 9 - geo: 7 - FW/FDP: 3 - CDU: 8 | CDU                               | Christlich Demokratische Union Deutschlands | 30,4  | 8     | 27,0  | 7     | 27,6  | 7     | 31,7  | 9     | 25,2  | 7     |
| Sitzverteilung in der Gemeindevertretung 2021Insgesamt 27 Sitze - SPD: 9 - geo: 7 - FW/FDP: 3 - CDU: 8 | geo                               | geo – gruen ehrlich offen                   | 24,6  | 7     | 20,8  | 6     | —     | —     | —     | —     | —     | —     |
| Sitzverteilung in der Gemeindevertretung 2021Insgesamt 27 Sitze - SPD: 9 - geo: 7 - FW/FDP: 3 - CDU: 8 | FW/FDP                            | Freie Wähler / Freie Demokratische Partei   | 11,7  | 3     | 15,5  | 4     | —     | —     | —     | —     | —     | —     |
| Sitzverteilung in der Gemeindevertretung 2021Insgesamt 27 Sitze - SPD: 9 - geo: 7 - FW/FDP: 3 - CDU: 8 | Grüne                             | Bündnis 90/Die Grünen                       | —     | —     | —     | —     | 20,6  | 6     | 11,1  | 3     | 9,9   | 3     |
| Sitzverteilung in der Gemeindevertretung 2021Insgesamt 27 Sitze - SPD: 9 - geo: 7 - FW/FDP: 3 - CDU: 8 | FWG                               | Freie Wählergemeinschaft Lahnau             | —     | —     | —     | —     | 13,3  | 4     | 18,2  | 5     | 27,9  | 7     |
| Sitzverteilung in der Gemeindevertretung 2021Insgesamt 27 Sitze - SPD: 9 - geo: 7 - FW/FDP: 3 - CDU: 8 | Gesamt                            | Gesamt                                      | 100,0 | 27    | 100,0 | 27    | 100,0 | 27    | 100,0 | 27    | 100,0 | 27    |
| Sitzverteilung in der Gemeindevertretung 2021Insgesamt 27 Sitze - SPD: 9 - geo: 7 - FW/FDP: 3 - CDU: 8 | Wahlbeteiligung in %              | Wahlbeteiligung in %                        | 55,1  | 55,1  | 51,9  | 51,9  | 48,7  | 48,7  | 42,1  | 42,1  | 52,0  | 52,0  |

### Bürgermeister
Nach der hessischen Kommunalverfassung wird der Bürgermeister für eine sechsjährige Amtszeit gewählt, seit dem Jahr 1993 in einer Direktwahl, und ist Vorsitzender des Gemeindevorstands, dem in der Gemeinde Lahnau neben dem Bürgermeister ehrenamtlich ein Erster Beigeordneter und neun weitere Beigeordnete angehören. Bürgermeister ist seit dem 1. Juli 2023 Christian Walendsius (SPD), der in der Kommunalpolitik bis dahin Vorsitzender der Gemeindevertretung war. Er setzte sich am 12. März 2023 im ersten Wahlgang gegen die Amtsinhaberin Silvia Wrenger-Knispel, die sich um eine zweite Amtszeit beworben hatte, bei 52,1 Prozent Wahlbeteiligung mit 52,50 Prozent der Stimmen durch.
Amtszeiten der Bürgermeister
- 2023–2029 Christian Walendsius (SPD)[9]
- 2017–2023 Silvia Wrenger-Knispel
- 2005–2017 Eckhard Schultz
- 1999–2005 Roland Schleenbecker
- 1979–1999 Dieter Jung

### Städtepartnerschaften
Lahnau unterhält partnerschaftliche Beziehungen zu den Gemeinden Wincanton im Vereinigten Königreich sowie zu Geraberg, Ortsteil der Landgemeinde Geratal in Thüringen.

## Kultur und Sehenswürdigkeiten

### Museen
- Das Römische Forum Lahnau-Waldgirmes, ein Freilichtmuseum, zeigt die ältesten Steinfundamente in Deutschland, einstmals ein römisches Forum, die weltweit einzigen Fragmente einer lebensgroßen bronzevergoldeten Reiterstatue des Kaisers Augustus und zahlreiche Schmuck- und Gebrauchsgegenstände, für die keine Vergleichsstücke bekannt sind.
- Heimatmuseum im Ortsteil Waldgirmes

### Bauwerke
- Ev. Kirche Atzbach
- Amthof Atzbach (ehem. Grundschule und früheres Amtshaus)
- Backhaus Atzbach
- Evangelische Kirche Dorlar
- Katholische Pfarrkirche Dorlar
- Altes Backhaus Dorlar (jetzt auch Standesamt/Trauzimmer, Gemeinschaftsraum, Kreativ-Werkstatt und Ferienwohnung)
- Ev. Kirche Waldgirmes

### Sport
Der TV 05 Waldgirmes ist seit 2012 im Volleyball erfolgreich in der 3. Bundesliga aktiv. Der SC Waldgirmes spielt ab 2017/2018 wieder in der Hessenliga.
Der AS LahnLaender Lahnau betreibt Ausdauersport und seine Triathlonmannschaft startet in der 1. Hessischen Triathlonliga.

### Regelmäßige Veranstaltungen
- Kirmes in Waldgirmes, Wochenende des 1. Sonntag im August
- Freilandturnier des Reit- und Fahrverein Lahnau-Waldgirmes, 2. Wochenende im August
- LahnLaender, immer am letzten Samstag im Juni
- Atzbacher Spritzenhausfest – einmal jährlich an einem Sonntag im Juni oder Juli
- Lahnuferkirmes des Gesangverein Lahnthal Dorlar, immer am letzten Wochenende im Juni
- Atzbacher Dorffest, immer am dritten Sonntag im August
- Lahnauer Schüler Duathlon, immer am letzten Samstag im September
- Lahnauer Gewerbeschau – alle drei Jahre am 2. Wochenende im Oktober
- Lahnauer Fotoausstellung – immer am Sonntag des Volkstrauertags
- 1. Advent Waldgirmeser Winterzauber (vorweihnachtliches Fest im Ortskern)
- 2. Advent Atzbacher Wintervernügen (vorweihnachtliches Fest im Ortskern)
- 2. Advent Atzbacher Adventsmusik mit Spielkreis und Kirchenchor in der Atzbacher Kirche (2020 zum 50. Mal)

## Öffentliche Einrichtungen

### Bildungseinrichtungen
Im Ortsteil Waldgirmes befindet sich die Grundschule an der Lahnaue für alle drei Ortsteile. Des Weiteren verfügt die Gemeinde Lahnau mit der Lahntalschule Lahnau über eine Integrierte Gesamtschule im Ortsteil Atzbach, deren Träger der Lahn-Dill-Kreis ist.

### Freizeit- und Sportanlagen
- Jugendzentrum Lahnau
- Trimm-Dich-Pfad Atzbach
- Sportpark Lahnau in Dorlar, Kunstrasen und Rasenplatz, Leichtathletikanlage
- Hallenbad mit einem 50 × 12,5 m großen Becken und einer Liegewiese
- Reithalle/Reitplatz
- Sportplatz in Waldgirmes, Rasen und Kunstrasen